# Philoscia australis
Philoscia australis is een pissebed uit de familie Philosciidae. De wetenschappelijke naam van de soort is voor het eerst geldig gepubliceerd in 1914 door Richardson Searle.